# Mircea Ivănescu (inginer)
Mircea Ivănescu (n. 3 mai 1943, Larga, raionul Briceni, Republica Moldova) este un inginer electronist român, profesor universitar, specialist în robotică și mecatronică.

## Biografie
Mircea Ivănescu s-a născut la 3 mai 1943, în localitatea Larga (azi în raionul Briceni, Republica Moldova). 
După ce a absolvit Liceul „Nicolae Bălcescu” din Pitești (azi Colegiul Național „Ion C. Brătianu”), a urmat Facultatea de Energetică a Institutului Politehnic București. În 1975 a obținut titlul de doctor inginer la Universitatea din Craiova cu teza „Sisteme de conducere cu distribuție spațială”. 
După o scurtă activitate ca inginer proiectant a intrat în învățământ la Universitatea din Craiova, ocupând succesiv posturile de asistent (1967-1974), șef de lucrări (1974-1977) și conferențiar (1977-2000), ajungând profesor în 2000 la Catedra de Mecatronică. A fost rector al Universității din Craiova din 1990 în 2004. 
A participat la numeroase cercetări în domeniul roboticii și mecatronicii și a elaborat studii referitoare la urmîtoarele domenii specializate de cercetare: sistemele cu parametri distribuiți, teoria sistemelor, sistemele de control, sistemele numerice, controlul optimal, sistemele de conducere pentru roboți industriali, sistemele de acționare neconvenționale cu lichide electrorheologice, sistemele fuzzy. 
Mircea Ivănescu este membru fondator al Academiei de Științe Tehnice din România (ASYR) și membru al Institutului Inginerilor Electrotehnicieni și Electroniști (Institute of Electrical and Electronics Engineers – IEEE), al Asociației Internaționale Universitare (International Association of Universities - IAU), al Societății Române de Automatică și Informatică Tehnică (SRAIT) și al Coaliției Române pentru Educație în Inginerie (CREDING). A fost decorat cu Ordinul național „Steaua României” în grad de ofițer.
Președinte al Consiliului Academic pentru Dezvoltare Instituțională (CADI). 